# سینت استیونز (آلاباما)
سینت استیونز (به انگلیسی: St. Stephens) شهرکی در شهرستان واشینگتن ایالت آلاباما است که مساحت آن ۲۵٫۶۵ کیلومترمربع است و در سرشماری سال ۲۰۱۰ میلادی، ۴۹۵ نفر جمعیت داشته و تراکم جمعیتی آن، ۱۹٫۳ در کیلومترمربع بوده است.